# Transponder

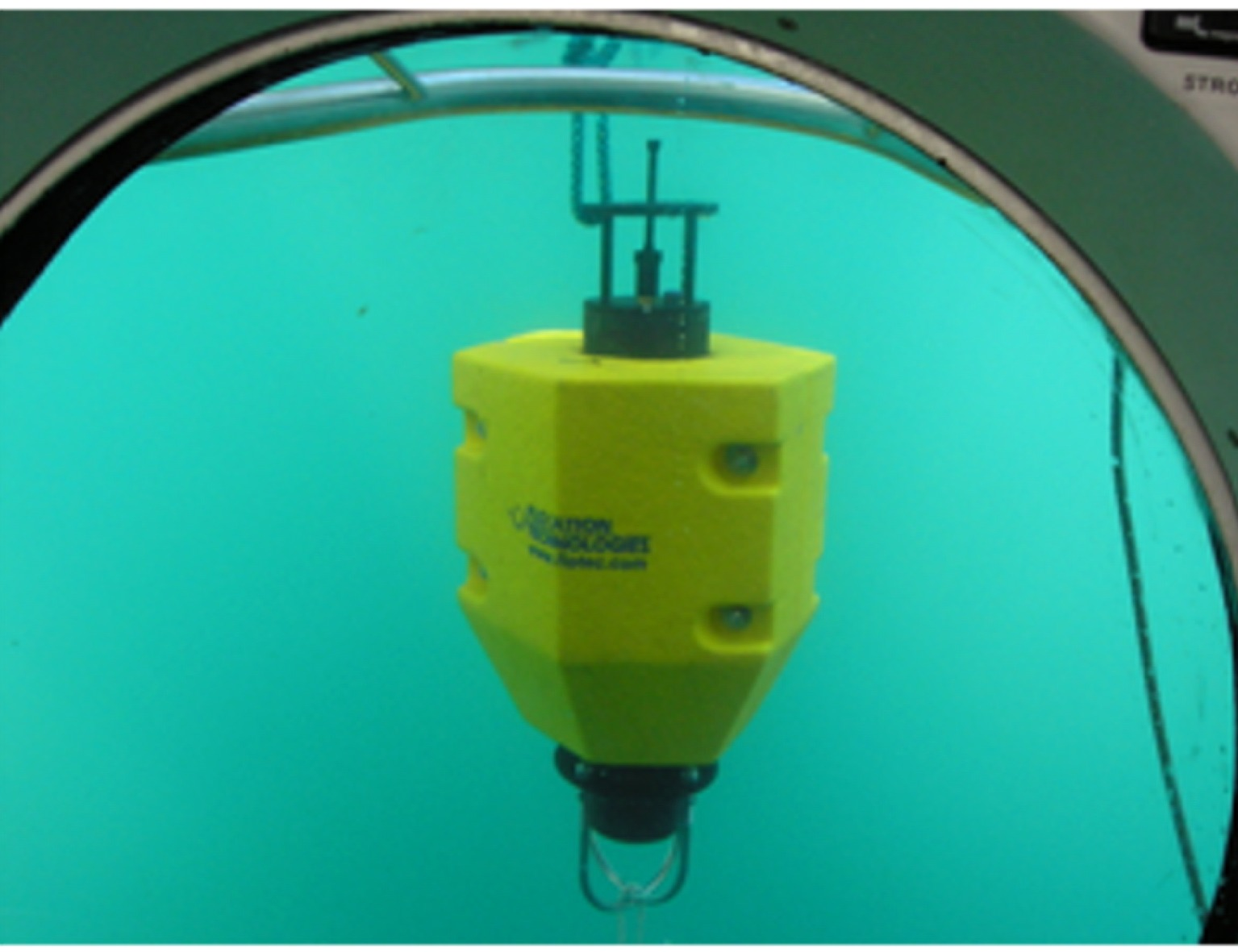
Een onderwatertransponder

Een transponder is een elektronisch apparaat dat een boodschap uitzendt als antwoord op een ontvangen boodschap. Het woord transponder is een samentrekking van de Engelse woorden transmitter (zender) en responder (antwoorder). Afkortingen voor transponder zijn XPDR, XPNDR, TPDR of TP.
Transponders kunnen actief of passief zijn. Actieve transponders hebben een eigen energievoorziening, bijvoorbeeld een batterij of een voeding via kabels. Passieve transponders halen hun energie uit het ontvangen signaal. Een tweede onderscheid kan gemaakt worden naar het uitzenden een vaste of variabele boodschap, in dat laatste geval kan het geheugen van de transponder dus overschreven worden.
Transponders die passief zijn en een vaste boodschap uitzenden hebben geen bekabeling nodig. Een transponder kan alleen communiceren met een apparaat dat de transponder bevraagt, een interrogator; directe communicatie tussen transponders is niet mogelijk. Een uitzondering hierop vormen vliegtuigen die zijn uitgerust met een botsingspreventiesysteem (ACAS). Deze bezitten een transponder die de transponders ondervraagt (en beantwoordt) van vliegtuigen die in de buurt vliegen.

## Toepassing

### Luchtvaart
De transponder aan boord van een vliegtuig maakt deel uit van de avionica en is een belangrijk hulpmiddel voor de luchtverkeersleiding. Een secundair radarsysteem (SSR) bevraagt op een frequentie van 1030 MHz de transponders van alle vliegtuigen die binnen bereik van het radarstation zijn. De transponders antwoorden op 1090 MHz met een identificatiecode (Mode A) of de vlieghoogte (Mode C). Deze informatie is zichtbaar op de radarschermen van de luchtverkeersleiding. Moderne transponders beschikken tevens over Mode Selective (Mode S) die, gebruikmakend van dezelfde frequenties als Mode A/C, selectieve ondervraging van één specifiek vliegtuig mogelijk maakt.
In militaire toepassingen worden transponders vaak gebruikt voor IFF-doeleinden (identification friend or foe). Ieder vliegtuig dat als antwoord op een ondervraging niet een bepaalde code terugstuurt, wordt dan als potentieel vijandelijk beschouwd.

#### Mode A
Bij ondervraging door SSR Mode A (Engels luchtvaartjargon: Mode Alpha) antwoordt de transponder met identificatie van het vliegtuig. Dit gebeurt in de vorm van een viercijferige code, die gewoonlijk voor vertrek op aanwijzing van de luchtverkeersleiding door de piloot handmatig is ingesteld in de transponder. Tijdens de vlucht wordt deze transpondercode soms gewijzigd op verzoek van de luchtverkeersleiding. Er zijn 4096 viercijferige codes beschikbaar, waarvan enkele speciaal gereserveerd voor noodsituaties, bijv. code 7600 in geval van defecte radio's. De militaire Mode 3 is dezelfde als Mode A en daarom wordt ook wel gesproken van Mode 3/A. Mode A verschaft geen informatie over de vlieghoogte. Het antwoord van een vliegtuigtransponder op SSR Mode A-ondervraging wordt ook wel squawk genoemd.

#### Mode C
De transponder van het vliegtuig antwoordt bij ondervraging door SSR Mode C (Engels luchtvaartjargon: Mode Charlie) met de vlieghoogte, uitgedrukt in het vliegniveau (Flight Level). De vlieghoogte wordt automatisch verkregen van de barometrische hoogtemeter of de radiohoogtemeter. Gebruikelijk is dat civiele SSR in snelle opeenvolging zowel ondervragingspulsen in Mode A als C uitzendt.

#### Mode S
Medio jaren 1990 naderde het Europese luchtruimbeveiligingssysteem zijn maximale capaciteit. Om verdere groei mogelijk te maken, lanceerde men SSR Mode S (Engels luchtvaartjargon: Mode Sierra) als vervanging van Mode A en C. In 2009 werd Mode S volledig operationeel. Net als bij Mode A/C worden alle vliegtuigen bevraagd die zich binnen bereik van het radarstation bevinden, maar met SSR Mode S (Selective) geschiedt dit na de eerste detectie (acquisitie) op selectieve wijze, gericht op individuele vliegtuigen. Vereiste is dat het vliegtuig is uitgerust met een transponder met Mode S. Aan elk vliegtuig wordt door de nationale luchtvaartautoriteit onder wiens jurisdictie het valt een unieke 24-bits ICAO-identificatie toegekend. Er zijn bijna 17 miljoen unieke vliegtuig-ID's beschikbaar, die geheel onafhankelijk zijn van de Mode A-transpondercodes. De selectieve ondervraging vindt plaats wanneer de radarbundel gericht is op het geselecteerde vliegtuig. Geen van de transponders van andere vliegtuigen die zich toevallig ook in de radarbundel bevinden zullen antwoorden. Deze selectieve ondervraging verbetert sterk de betrouwbaarheid van de radarinformatie en maakt tweeweg-gegevensuitwisseling (datalink) mogelijk tussen vliegtuig en luchtverkeersleiding. Een ander voordeel is dat een luchtverkeersleidingscentrum alleen die vliegtuigen kan ondervragen waarvoor het verantwoordelijkheid draagt en alle andere kan negeren. Tevens wordt voorkomen dat een transponder tegelijkertijd wordt bevraagd door meerdere secundaire radars, wat bij Mode A/C vaak gebeurt. Vergeleken met traditionele SSR bezit Mode S een superieur vermogen om vliegtuigen van elkaar te onderscheiden. Daarnaast kan via de Mode S-transponder informatie over de actuele vluchtwaarden en de intenties van het vliegtuig worden verkregen (zie: Mode S EHS). Dit is in het steeds drukker wordende luchtruim van grote waarde voor de luchtverkeersleiding. Mode S is neerwaarts compatibel met Mode A en C. Dit houdt in dat een transponder met Mode A/C ook antwoordt op SSR Mode S en dat een Mode S-transponder ook Mode A/C-ondervragingen beantwoordt.
In Nederland wordt landelijke SSR Mode S-dekking bereikt met secundaire radars op de Vliegbasis Leeuwarden, Luchthaven Schiphol, Vliegbasis Soesterberg, Enschede Airport Twente, Vliegbasis Volkel en Vliegbasis Woensdrecht.
In het Europese luchtruim en daarbuiten is/wordt Mode S ingevoerd in de volgende varianten: Mode S ELS, Mode S EHS en Mode S ES.

#### Mode S ELS
Mode S ELS (Elementary Surveillance - elementaire bewaking) is vereist voor IFR-vluchten. In bepaalde luchtverkeersleidingsgebieden is Mode S ELS ook verplicht voor VFR-vluchten.
Bij Mode S ELS wordt o.a. de volgende informatie automatisch aan de luchtverkeersleider gepresenteerd:
- Identiteit van het vliegtuig
- Vlieghoogte in stappen van 25 voet
- Bevindt het vliegtuig zich op de grond of in de lucht

#### Mode S EHS
Mode S EHS (Enhanced Surveillance - versterkte bewaking) is verplicht voor vliegtuigen met een startgewicht van meer dan 5700 kg of met een kruissnelheid groter dan 250 knopen (ware luchtsnelheid) die een IFR-vlucht uitvoeren. In bepaalde luchtverkeersleidingsgebieden is Mode S EHS ook verplicht voor VFR-vluchten.
Mode S EHS verschaft de verkeersleiding alle basisinformatie van ELS (zie hierboven) plus de volgende Downlinked Aircraft Parameters (DAP's):
- Vlieghoogte die door de piloot is geselecteerd in het FMS
- Rolhoek (zie: primary flight display), ware koers en de bochtsnelheid in graden/sec.
- Snelheid over de grond
- Ware luchtsnelheid (TAS) (wordt getoond indien de bochtsnelheid niet beschikbaar is)
- Magnetische koers
- Aangegeven luchtsnelheid of machgetal
- Stijg- of daalsnelheid (zie: variometer)

#### Meteorologische toepassingen
- Mode S EHS biedt een nieuwe mogelijkheid om meteorologische informatie te verkrijgen van vliegtuigen, zonder dat hiervoor aan boord van vliegtuigen extra apparatuur (weersensoren) benodigd is. Dit is gebleken uit onderzoek dat in 2008 in samenwerking met LVNL is gestart door het KNMI.[10] De temperatuur kan worden afgeleid uit het machgetal en de luchtsnelheid, terwijl de windsnelheid en windrichting kunnen worden afgeleid uit het verschil tussen de beweging van het vliegtuig ten opzichte van de grond (grondkoers en snelheid over de grond) en ten opzichte van de lucht (luchtsnelheid en koersrichting).[11] Deze data m.b.t. snelheid en koers worden via routinematige ondervraging door SSR Mode S EHS verkregen van vliegtuigen (zie de DAP’s hierboven). Na berekening, kwaliteitscontrole en enkele specifieke correcties zijn de afgeleide windwaarnemingen van hoge kwaliteit, vergelijkbaar met die van AMDAR, maar de afgeleide temperatuurwaarnemingen zijn van lagere kwaliteit. Deze wind- en temperatuurdata kunnen worden gebruikt in numerieke weersverwachtingsmodellen, zoals ECMWF en HIRLAM. Met de Mode S EHS-infrastructuur van Eurocontrol alleen al zijn per dag 3,5 miljoen waarnemingen van windrichting, windsnelheid en temperatuur beschikbaar, tegen 60.000 waarnemingen in Europa door AMDAR (cijfers uit 2015).[11] Experimenteel onderzoek van het KNMI bewijst dat de EHS-data waaruit de weerwaarnemingen kunnen worden afgeleid, ook onafhankelijk van luchtverkeersleidingscentra kunnen worden verkregen. Het KNMI beproeft al enige jaren een opstelling met een commerciële ADS-B/Mode S-ontvanger, die de antwoorden opvangt van vliegtuigtransponders die door SSR Mode S EHS worden ondervraagd.[12][13]
- Bij Mode S MRAR (Meteorological Routine Air Report) worden weergegevens van vliegtuigen verkregen door actieve ondervraging met SSR Mode S EHS van een speciaal register met weerdata. MRAR-data bestaan uit kant-en-klare wind– en temperatuurwaarnemingen die door de avionica van het vliegtuig zelf zijn gemeten/berekend.[11] Dit in tegenstelling tot de hierboven beschreven variant, waarbij de berekeningen op de grond worden uitgevoerd. De kwaliteit van MRAR-weerdata is vergelijkbaar met die van AMDAR. Momenteel wordt Mode S MRAR alleen toegepast in het luchtruim van de Tsjechische Republiek en de Republiek Slovenië, waar dat ca. 200.000 waarnemingen per dag oplevert (cijfers uit 2015).[11]

#### Mode S ES
Mode S ES (Extended Squitter) is in Europa verplicht voor vliegtuigen met een startgewicht van meer dan 5700 kg of met een kruissnelheid groter dan 250 knopen (ware luchtsnelheid) die een IFR-vlucht uitvoeren. Mode S-transponders zenden op 1090 MHz autonoom minstens één keer per seconde zogenoemde squitter uit, zonder dat hier ondervraging door secundaire radar voor nodig is. Squitter bevat de identificatiegegevens en de vlieghoogte van het vliegtuig, die door luchtverkeersleidingscomputers op de grond moeten worden gekoppeld aan radardata. Extended Squitter is een uitgebreide vorm hiervan.
Mode S ES kan 49 parameters bevatten, maar momenteel is dit nog beperkt tot:
- Mode A-transpondercode
- Vliegtuigtype
- GPS-positie
- Vlieghoogte
- Aangegeven luchtsnelheid of machgetal
- Magnetische koers

Mode S ES is ook wel bekend als 1090 ES. Het botsingspreventiesysteem TCAS en ADS-B out maken gebruik van ES. Er is een snelle overgang gaande van radar naar andere, op ADS-B gebaseerde sensoren die gebruik maken van Mode S ES of toekomstige varianten ervan. In Europa wordt gewerkt aan 750 ADS-B-grondstations.

### Scheepvaart
Transponders worden in de scheepvaart veel gebruikt. De toegepaste technologie is het Automatic Identification System, meestal afgekort als AIS. De AIS-transponder op een schip zendt automatisch een periodiek identificatiesignaal uit. Walstations en schepen in de omgeving ontvangen deze informatie over de identiteit van het schip. De informatie omvat het MMSI-nummer, de scheepsnaam en de roepletters. Verder geeft AIS informatie over het soort vaartuig, de gps-positie, de koers en de snelheid. Op een elektronische navigatiekaart kan ontvangen AIS-informatie (en dus positie en identiteit van het schip) zichtbaar worden gemaakt. Dit verhoogt de veiligheid in de scheepvaart. Ook sommige walstations en boorplatforms kunnen zijn voorzien van AIS.

### Wegverkeer
In het openbaar vervoer worden transponders ook ingezet: veel lijnbussen hebben tegenwoordig een transponder aan boord waarmee bijvoorbeeld verkeerslichten op groen worden gezet en/of slagbomen worden geopend die voor ander wegverkeer gesloten blijven (bij sommige op- en afritten van de snelweg bijvoorbeeld).
Ook bij vrachtwagens worden transponders toegepast in een ATRS (Automatic Truck Recognition System). Hiermee kan bijvoorbeeld een tankautolaadsysteem weten welke beladingseigenschappen een bepaalde auto heeft.
Transponders worden ook toegepast in de motor- en autosport, en in het spoorbeveiligingsysteem ERTMS.

### RFID-tags
Een nieuwe recente toepassing van transponders is de RFID-tag (radio frequency identification). Hierbij wordt een miniatuurtransponder gebruikt, meestal in de vorm van slechts één enkele chip, die bijvoorbeeld aan alle artikelen in een magazijn of supermarkt bevestigd wordt. Ieder exemplaar van een artikel heeft dan een eigen transpondercode. Door nu een leesstation op te stellen bij de kassa kan in één keer de hele inhoud van een winkelwagentje bepaald worden, en hoeft de kassamedewerker niet meer alles te scannen. Neemt de klant een gekocht artikel weer mee naar binnen, dan weet de kassa dat dat artikel al verkocht en betaald is, zodat de klant niet opnieuw betaalt. Ook het "chippen" van huisdieren bestaat uit het implanteren van een kleine transponder die onderhuids wordt ingebracht.
Een interessante toepassing is het gebruik van de transponder als huissleutel.
RFID-tags zijn er in twee soorten: actief en passief. Actieve RFID-tags hebben hun eigen batterij (vaak een knoopcel), passieve RFID-tags halen hun energie via een inductielus uit het bevragingssignaal. Dit laatste heeft als voordeel dat de afmeting van een dergelijke tag zeer klein kan zijn (hooguit enkele vierkante millimeters), het nadeel is dat het bereik van een dergelijk transponder vanwege de weinige beschikbare energie vaak zeer beperkt is: van enkele centimeters tot hooguit een meter of twee. Bovendien moet het antwoord zeer kort zijn, dus er kan slechts een zeer beperkte hoeveelheid informatie teruggestuurd worden. Het bereik van actieve tags is iets groter, van enkele meters tot enkele tientallen meters, en er kan wat meer informatie verstuurd worden. De levensduur van de batterij kan variëren – afhankelijk van het gebruik – van enkele maanden tot enkele jaren.
Het zal duidelijk zijn dat actieve tags niet worden gebruikt in toepassingen zoals de bovenvermelde supermarkt, maar ze kunnen bijvoorbeeld wel worden ingezet in toepassingen zoals automatische kilometerheffing of tolheffing, waarbij ze dan in auto's worden ingebouwd. Een andere toepassing van RFID-tags is de automatische tijdregistratie bij sportwedstrijden (atletiek, langlaufen, biatlon...).

### Satellieten
In communicatiesatellieten wordt gebruikgemaakt van transponders. Een transponder is een versterker voor een gedeelte van de bandbreedte. Hierbij wordt frequentieconversie toegepast om oscilleren (rondzingen) van de transponder te voorkomen. De transponder vangt signalen van de aarde op, versterkt ze, past frequentieconversie toe en stuurt de signalen weer terug. Een satelliet voor de Ku-band (12-18 GHz, voor radio, TV, contact met Internationaal ruimtestation ISS enzovoorts) heeft tegenwoordig vele tientallen transponders aan boord.